# Linda Vissers
Linda Gh. W. Vissers  (née le 5 février 1961 à Bree) est une femme politique belge flamande. Elle était membre du Vlaams Block/Vlaams Belang de 1994 à 2014 et fut auparavant membre de la Volksunie. Elle est depuis indépendante.

## Biographie
Linda Vissers a été membre du Parlement flamand de 2004 à 2007 et de 2009 à 2014 et députée fédérale belge de 2007 à 2009. Elle a quitté le Vlaams Belang en 2014.
Depuis 1994, elle est conseillère communale d'Overpelt.